# Караалаха
Караалаха — река в России, протекает по Республике Алтай. Устье реки находится по левому берегу реки Акалаха. Длина реки составляет 33 км.
Высота устья — 1758 м над уровнем моря.
Берёт начало на высоте 2061 м, вытекая из озера Алахинского.
Принимает два крупных притока: Акбулак и Шиндагатуй.

## Данные водного реестра
По данным государственного водного реестра России относится к Верхнеобскому бассейновому округу, водохозяйственный участок реки — Катунь, речной подбассейн реки — Бия и Катунь. Речной бассейн реки — (Верхняя) Обь до впадения Иртыша.
Код объекта в государственном водном реестре — 13010100312115100004400.